# Robert Williams (Sänger)
Robert Williams (griechisch Ροβέρτος-Κωνσταντίνος Ουίλιαμς, Robertos Konstantinos Williams) (* 4. Dezember 1949 in Athen; † 21. August 2022 ebenda) war ein griechischer Musiker.

## Leben und Wirken
Ab Anfang der 1970er Jahre war er Gitarrist und Sänger der Rockband Poll. Ab 1974 wurde er auch solistisch als Pop- und Rocksänger aktiv. Er vertrat mit drei weiteren Sängern Griechenland beim Eurovision Song Contest 1977 und erreichte mit dem Popsong Mathema Solfege den fünften Platz.
Bis Anfang der 1990er Jahre erschienen Alben von ihm, danach schuf er die Musik für Werbespots.
Er starb 2022 an Krebs.